# Ivana Vuković
Ivana Vuković (1992., Split), hrvatska dramatičarka i dramaturginja. 
Diplomirala dramaturgiju na Akademiji dramske umjetnosti u Zagrebu.  Od 2018. godine profesionalno radi kao dramaturginja te ostvaruje suradnje s redateljima kao što su Borut Šeparović, Ivan Plazibat, Ivan Planinić, Helena Petković, Natalija Manojlović, Hrvoje Korbar.  Predstavljala je svoj rad na Malim noćnim čitanjima, u časopisu Kazalište, a drame su joj izvođene i kao radio-drame u dramskom programu Hrvatskog radija.
Za tekst 55 kvadrata, 2019. godine nagrađena je Trećom nagradom Marin Držić, iste godine za tekst Možeš biti sve što želiš dobiva posebno priznanje žirija Hartefaktovog natječaja za najbolji suvremeni angažirani cjelovečernji dramski tekst. 
Kao dramatičarka debitira dramom Otok koju je 2019. godine postavila redateljica Helena Petković u produkciji umjetničke organizacije Thearte. Iste godine postavljena je njezina drama Marta i sedam strahova u produkciji KUFERA-a i KunstTeatra. Veliki uspjeh postiže predstavom Dijete našeg vremena u produkciji Playdrame, a za koju, zajedno s ansamblom i redateljicom Helenom Petković, dobiva i Nagradu hrvatskog glumišta u kategoriji "Iznimnog doprinosa kazališnoj umjetnosti".

## Praizvedbe
- 2019. Otok, režija: Helena Petković, u.o. Theatre
- 2019. Marta i sedam strahova, režija: Natalija Manojlović, KUFER/KunstTeatar
- 2019. Dijete našeg vremena, režija: Helena Petković, Playdrama
- 2020. Bocceliju nema tko da plješće (dio omnibusa Monovid-19), režija: Anica Tomić, ZKM
- 2022. 55 kvadrata, režija: Ivan Plazibat, HNK Split
- 2023. Dražen (zajedno sa Paško Vukasović), režija: Paško Vukasović, GK Trešnja&HNK Šibenik
- 2023. Možeš biti sve što želiš, režija: Ivana Vuković, Punctum, T25 i KunstTeatar, Zagreb

## Nagrade
- 2018. Marin Držić (Ministarstvo kulture) za dramu 55 kvadrata.